# 救赎主 (基督教)

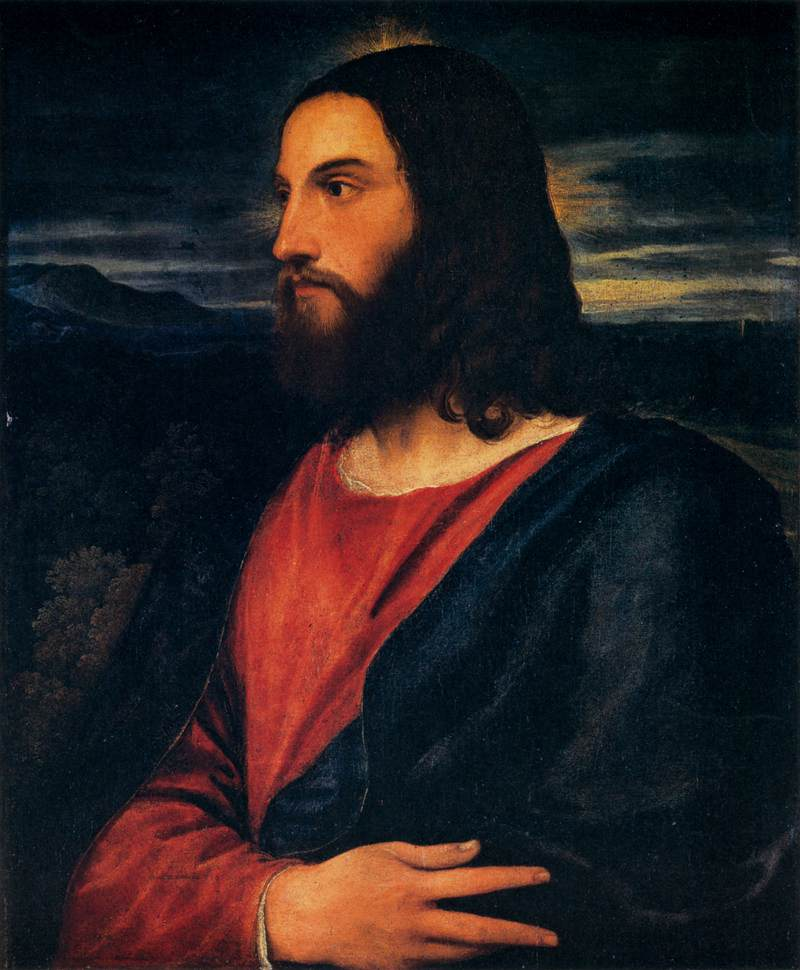
蒂齐亚诺·韦切利奥画作《救主耶稣》

救赎主（英語：redeemer）是基督教术语，通常指耶稣基督。指的是救赎主能够实现对人的救赎，能够抵免人的罪恶。在《新约》中，救赎既指从罪中得释放，又指从囚禁中得自由。
尽管在《福音书》中并未出现“救赎主”一词，但是在保罗书信中却多次出现了“救赎”一词。根据澳大利亚新约学者莱昂·莫里斯的说法，保罗在书信中多次提到“救赎”，其目的是为了彰显耶稣之死的重要意义。